# Zalaegerszeg (distrikt)
Zalaegerszeg är ett distrikt i Ungern. Det ligger i provinsen Zala, i den västra delen av landet, 180 km väster om huvudstaden Budapest.